# Улица Чернова
Улица Черно́ва — улица в Невском районе Санкт-Петербурга. Проходит от проспекта Обуховской Обороны до улицы Бабушкина.

## История
Первоначальное название Бертовская улица возникло в 1920-е годы, происходит от искаженной фамилии владельца завода Ч. Берда. 15 декабря 1952 года объединена с Бертовским переулком (от реки Невы до проспекта Обуховской обороны) в улицу Чернова, названную в честь Д. К. Чернова, учёного-металлурга, основоположника современного металловедения и теории термической обработки стали, работавшего в 1866—1880 годы на расположенном поблизости Обуховском заводе.
Участок от реки Невы до проспекта Обуховской Обороны закрыт в 1982 году.

## Достопримечательности
- детский сад № 128 (дом 11)
- школа-интернат (дом 13)
- Трамвайный парк № 7